# Єльцин-центр
Президентський центр Б. М. Єльцина (Єльцин-центр) — громадський, культурний і освітній центр, відкритий в Єкатеринбурзі в 2015 році під егідою однойменного фонду поряд з кварталом Єкатеринбург-Сіті. Спроєктований архітектурним бюро BERNASKONI на чолі з Борисом Бернасконі.
Одним з основних об'єктів центру є Музей Бориса Єльцина, присвячений сучасній політичній історії Росії та особистості першого президента Росії. Також у центрі функціонують арт-галерея, кіно-конференц зал, книжковий магазин, кафе, архів, бібліотека, парк наукових розваг, коворкінг та інші організації. На майданчиках центру регулярно проводяться лекції, концерти, виставки, фестивалі та різноманітні громадські заходи. У кінозалі веде роботу центр документального кіно.

## Історія
Єльцин-центр був створений відповідно до закону 2008 року «Про центри історичної спадщини президентів РФ, що припинили виконання своїх повноважень» — для збереження, вивчення і публічного представлення спадщини першого президента РФ «в контексті новітньої історії вітчизни, розвитку демократичних інститутів та побудови правової держави». Засновником центру виступає адміністрація президента РФ, її голова Антон Вайно очолює опікунську раду. Багато проєктів центру ініційовані утвореним у 2000 році приватним Фондом Єльцина на чолі з дочкою першого президента Тетяною Юмашевою. Виконавчий директор Фонду «Президентський центр Б. М. Єльцина» — Олександр Дроздов.
Навесні 2009 року на засіданні опікунської ради фонду «Президентський центр Б. М. Єльцина» прийнято рішення розмістити президентський центр Бориса Єльцина в Єкатеринбурзі — місті, де він прожив більшу частину життя і де почалася його політична кар'єра. Це рішення підтримали і члени сім'ї колишнього президента, в тому числі Наїна Єльцина. У Москві повинен був відкритися філіал центру.
3 вересня 2009 року губернатор Свердловської області Едуард Россель підписав Указ «Про Президентський центр Бориса Єльцина», згідно з яким Президентський центр Б. М. Єльцина було вирішено розмістити в колишньому конгрес-холі «Демидов». На той момент вулиця 9 січня, на якій починалося будівництво, вже була перейменована у вулицю Бориса Єльцина.

## Діяльність

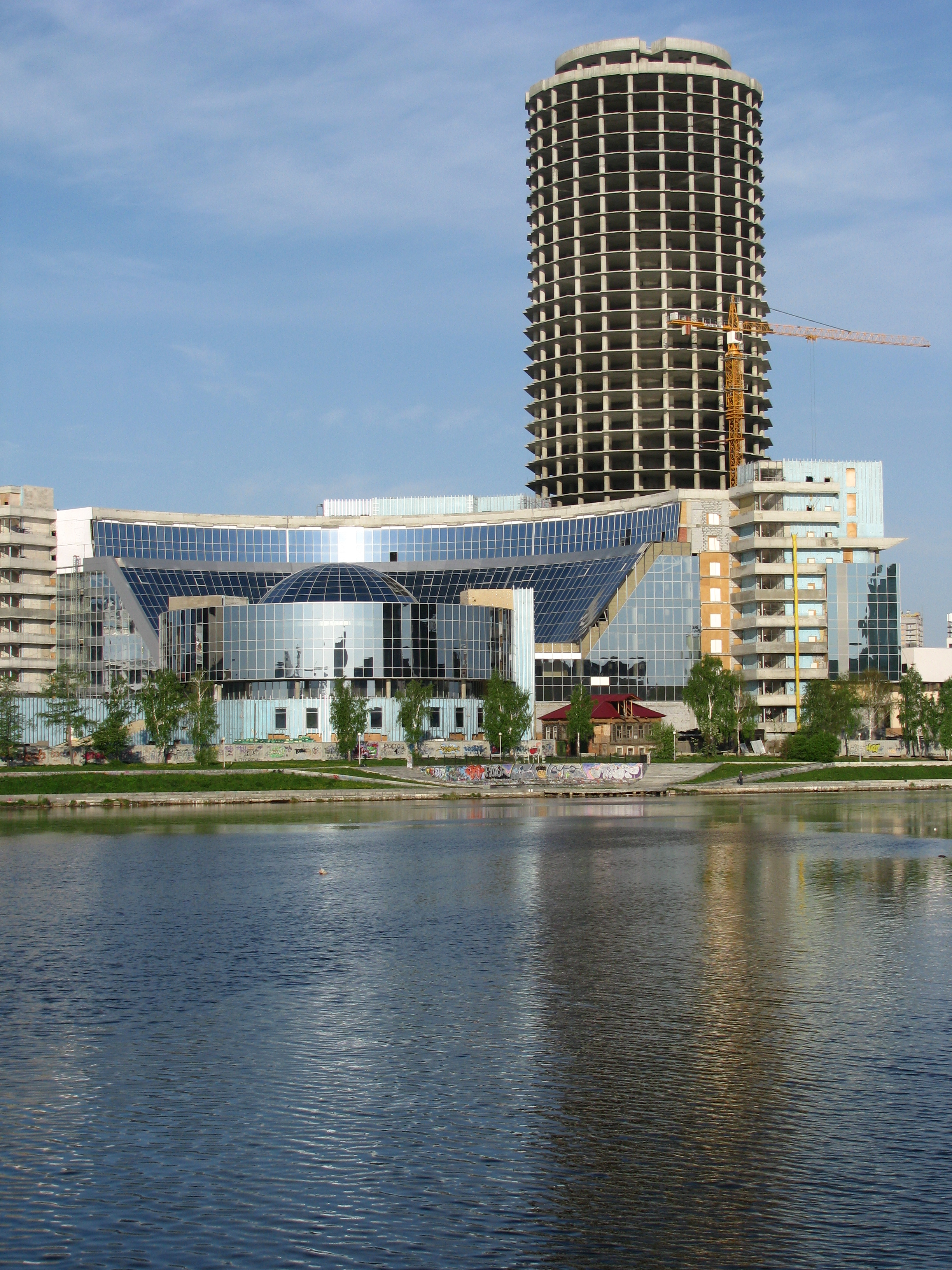
Бізнес-центр «Демидов» з конгрес-холом в період зупинки будівництва, травень 2009 року

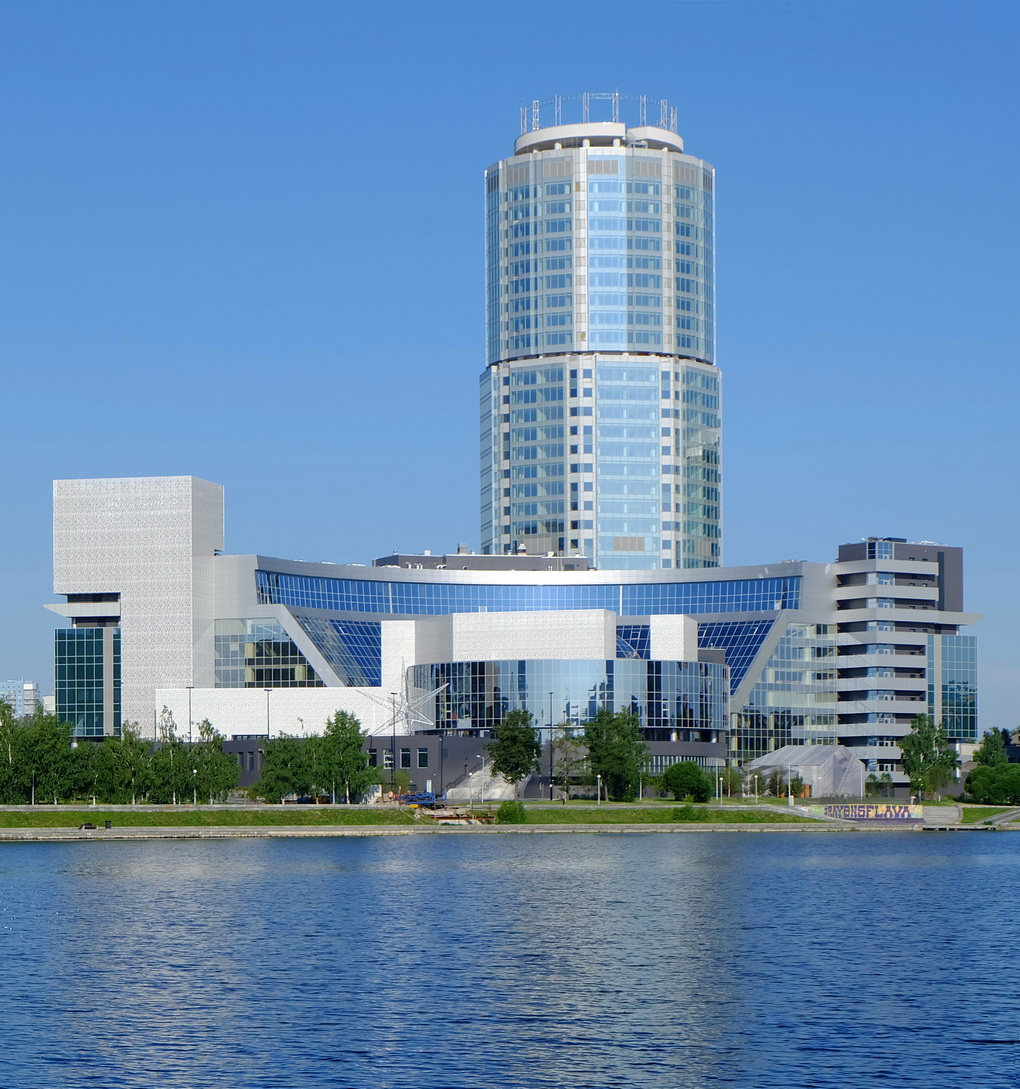
Єльцин-центр і діловий дім «Демидов», 2016 рік

Будівля, в якій нині розташовується Єльцин-центр, починала будуватися ще в 2006 році свердловським підприємцем Марсом Шарафуліним як найбільший в Єкатеринбурзі бізнес-центр з конгрес-холом «Демидов-плаза». Будівництво двох черг комплексу планувалося завершити в 2008—2009 роках. У 2007 році було прийнято рішення, що тут пройде зустріч глав держав у рамках саміту ШОС-2009, але в підсумку конгрес-хол не змогли здати в строк. У 2008 році об'єкт перейшов під контроль УГМК, через деякий час будівництво було зупинено. На момент передачі будівлі Єльцин-центру була повністю зведена коробка будівлі і виконана більша частина фасадних робіт, внутрішньої обробки ще не було. У 2011 році «Єльцин-центр» викупив у УГМК частину бізнес-центру «Демидов» за 2 мільярди рублів, а навесні 2013 почалася масштабна реконструкція під керівництвом бюро Бориса Бернасконі. Всього на завершення будівництва будівлі та пристосування його під Президентський центр Б. Єльцина було витрачено понад 7 млрд рублів. При цьому кредит, виділений з бюджету Свердловської області в розмірі 2 млрд рублів, Єльцин-центр не зміг віддати в строк. Керівництво центру погасило кредит у вересні 2017 року.

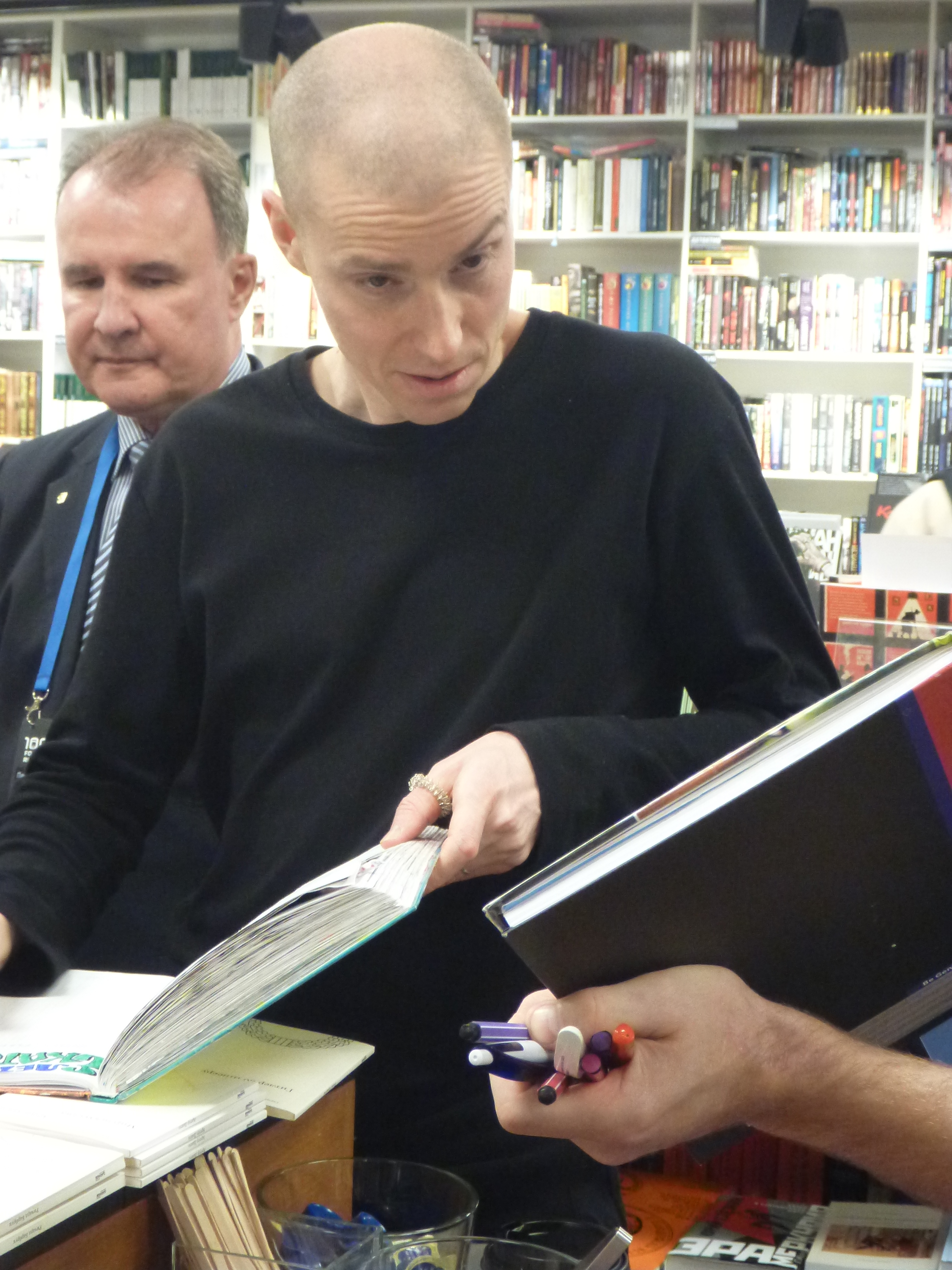
Архітектор Борис Бернасконі в Єльцин-центрі

Будівля «Демидова» дісталася Президентського центру Єльцина з плануванням, розрахованим на звичайних орендарів бізнес-центрів: офіси та магазини. Завдання перетворити круглий у горизонтальному перерізі другий поверх в музей вирішував Павло Лунгін — він придумав концепцію «ротора», який запускає круговий рух відвідувачів: розгорнуті за годинниковою стрілкою дверні прорізи залів підштовхують гостей до переходу з одного приміщення в інше. В середині другого рівня розташована кругла площа, на ній лавки і пам'ятник Єльцину з бронзи в натуральну величину в стилі міської скульптури — можна сфотографуватися, сівши поруч з ним. Навпроти екран, де транслюються фотографії з архіву президента.
Єльцин-центр і музей Бориса Єльцина було урочисто відкрито 25 листопада 2015 року. На відкритті були присутні Президент Росії Володимир Путін, прем'єр-міністр Дмитро Медведєв, вдова Єльцина Наїна Йосипівна, інші представники керівництва країни і діячі культури.
За перший рік роботи музею його відвідало понад 250 тисяч осіб. Також відвідувачів приймали різні заходи Єльцин-центру: концерти російських та іноземних виконавців, фестиваль «Острів 90-х», Старий новий рок, Перший Уральський відкритий фестиваль російського кіно, комікс-конвент E-Con та інші.

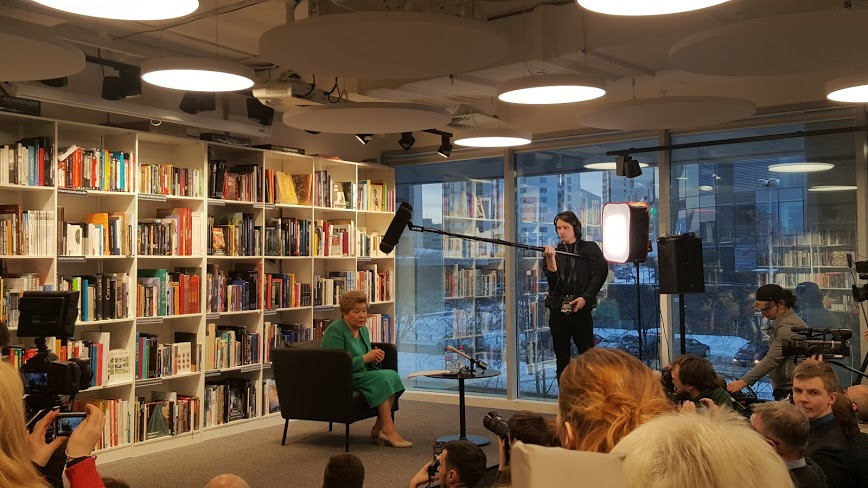
Наїна Єльцина в лекторії «Піотровського» читає свої спогади в день народження чоловіка (1 лютого 2017 року)

У грудні 2015 року розпочав роботу лекторій книжкового магазину «Піотровський», гостями якого є культурні та громадські діячі. Періодично лекції проходять і на інших майданчиках Єльцин-центру, наприклад лекція екс-міністра внутрішніх справ ФРН Герхарта Баума. А з осені 2016 року в кіно-конференц залі центру проводяться лекції в рамках проєкту «Інтеллекції», присвячені технологіям майбутнього.
Також в центрі періодично проводяться різні фестивалі: фестиваль російського документального кіно «Артдокфест», Перший Уральський відкритий фестиваль російського кіно, фестиваль американського документального кіно, фестиваль фільмів про музику і нову культуру «Beat Weekend», Єврейський кінофестиваль та інші.
Значна частина офісних площ центру на поточний момент вільна: до листопада 2016 року були здані в оренду тільки 20 % площ, які можна здати в наймання, при цьому укладення договорів з орендарями почалося тільки в серпні — вересні 2016 року.

### Скандали
У 2017 році відбулися відразу два скандали, в яких опинилися замішані особи, які працюють у Єльцин-центрі. 29 березня 2017 року вихователь дитячого табору, що орендує приміщення в Єльцин-центрі, змусила підлітка, який матюкався, вимити в туалеті Єльцин-центру рот з милом. Вихователька не перебувала в штаті Єльцин-центру, а працювала за договором надання послуг. Мати хлопчика підтвердила, що її син часто матюкається, і зазначила, що не збирається давати хід справі. У Єльцин-центрі спочатку заявили, що з педагогом буде просто проведена бесіда. Однак після того, як відомий журналіст Олег Кашин розповів про цей інцидент, заступник директора Єльцин-центру Людмила Телень заявила, що вихователька буде негайно звільнена. На захист виховательки і застосованого нею методу виховання виступив відомий дитячий письменник Едуард Успенський, який заявив, що таких людей треба «берегти» і що виховательку треба «негайно поновити» на роботі.

## Плани з розширення
До кінця 2017 року Управління справами президента в рамках федеральної адресно-інвестиційної програми проведе реконструкцію садиби Долгорукова—Бобринських у Москві — архітектурного ансамблю XVIII—XIX століть, куди входить Головний будинок з парадними інтер'єрами, Каретний сарай, Східний та Північний флігелі, огорожа з воротами і скульптури Єлени і Паріса на парадному дворі. Після реконструкції в садибі буде створено громадський музейно-виставковий простір, де розміщуватимуться змінні експозиції і проводитимуться камерні вечори, частина приміщень буде відображати московський період життя першого президента, а також історичний «пушкінський слід». Будівля буде розрахована на 69 співробітників, 40 відвідувачів виставкового комплексу, 8 читачів бібліотеки і 65 посадкових місць громадського харчування.
Подібна ініціатива сподобалася не всім. На порталі Change.org у вересні 2016 року була розміщена петиція проти створення в Москві Єльцин-центру, яка набрала понад 2,7 тис. підписів.

## Музей Бориса Єльцина
Музей працює з вівторка по неділю, з 10:00 до 21:00.
Створенням експозиції музею займалося американське Агентство музейного дизайну Ральфа Аппельбаума, яке перемогло у конкурсі серед більш ніж 20 компаній (до цього агентство працювало у Росії над Єврейським музеєм у Москві). Створенням концепції «семи днів», що лежить в основі музею, займався російський режисер Павло Лунгін.
Музей складається з 9 залів:
- Лабіринт — історія Росії з 1914 по 1987 рік та історія сім'ї Єльциних.
- День перший. «Ми чекаємо змін!»
- День другий. Серпневий путч
- День третій. Непопулярні заходи
- День четвертий. Народження Конституції
- День п'ятий. «Голосуй або програєш»
- День шостий. Президентський марафон
- День сьомий. Прощання з Кремлем
- Зал Свободи

Експозиція музею
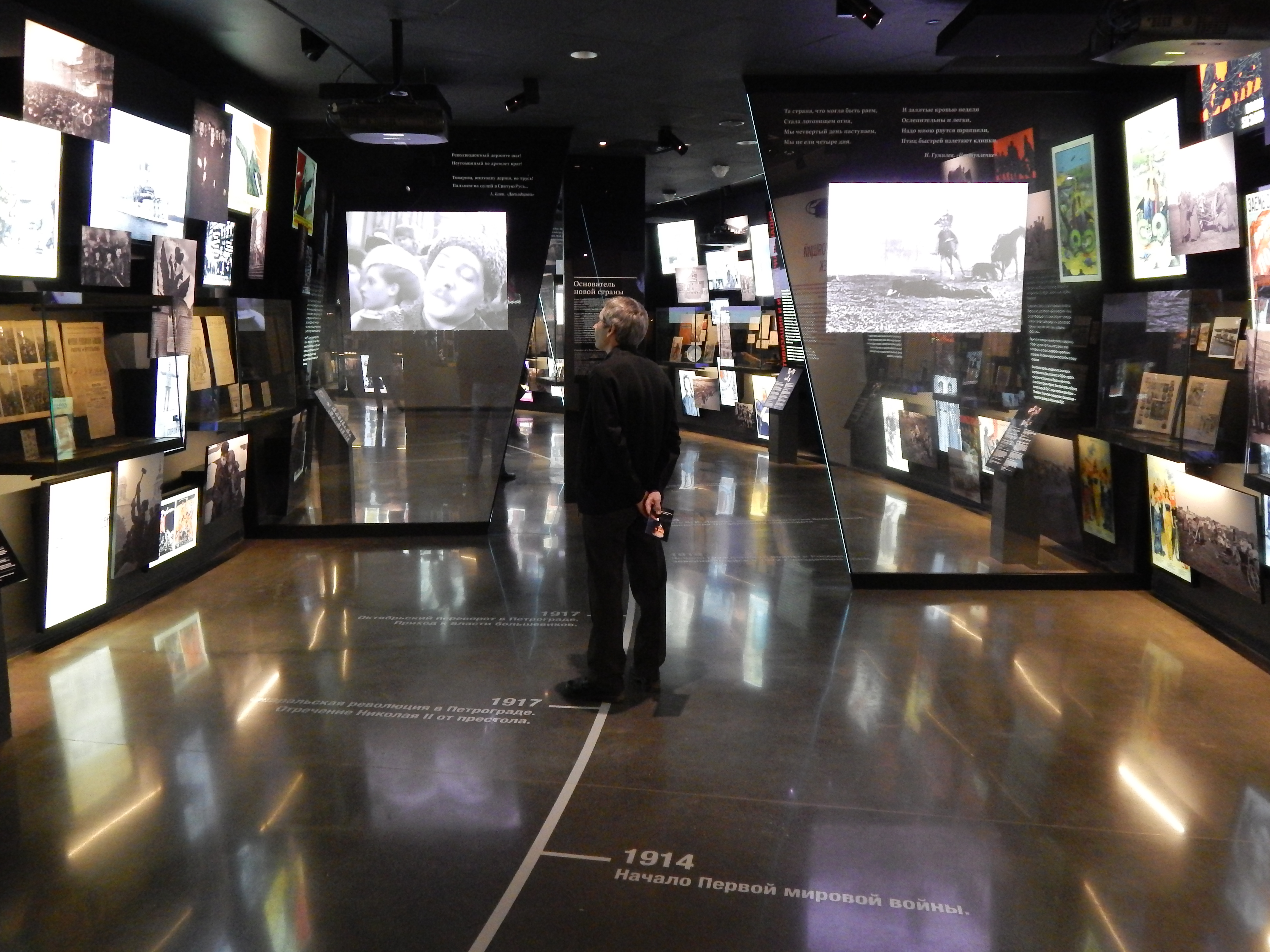
Зал «Лабіринт»
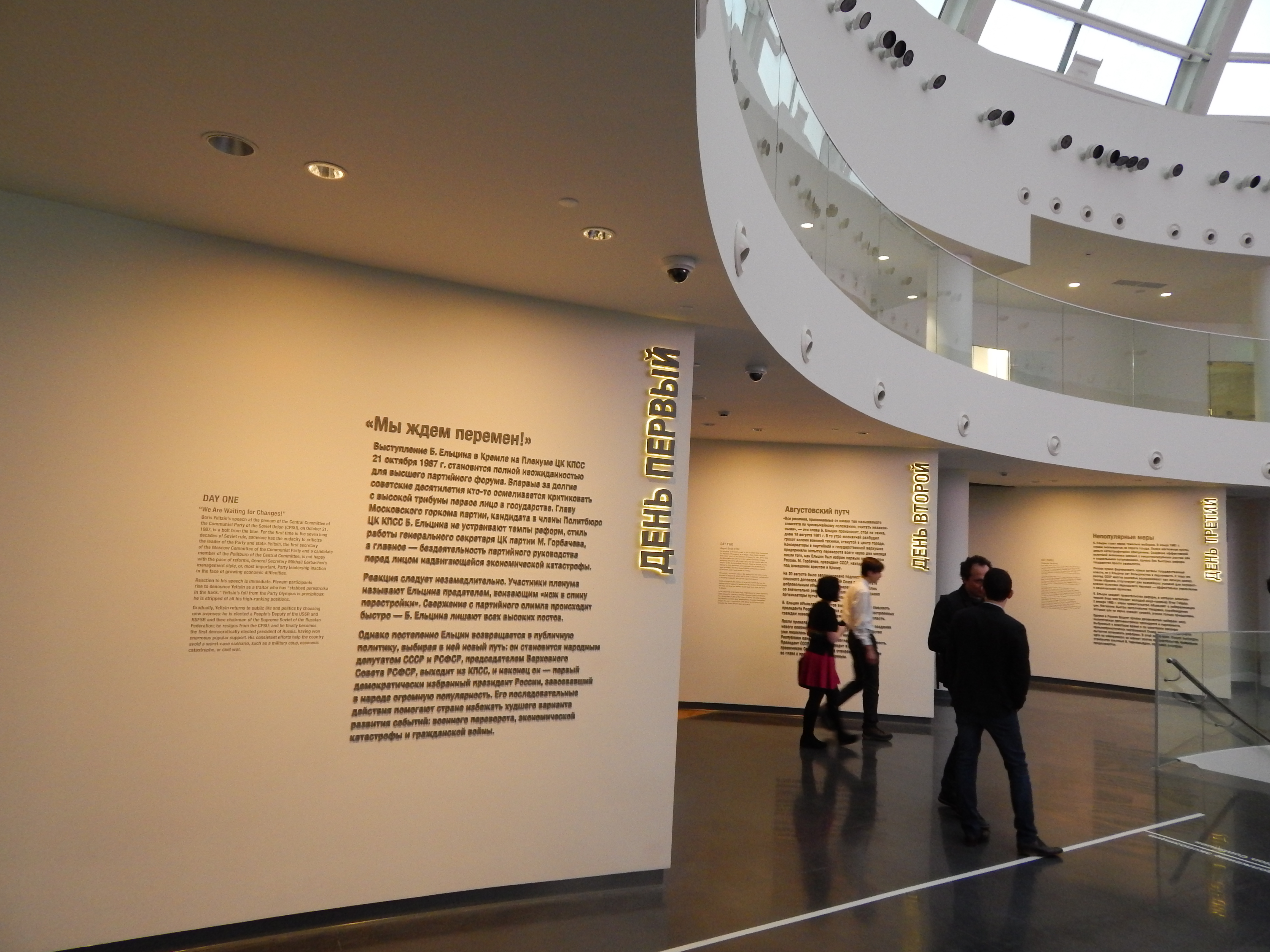
Головний зал музею
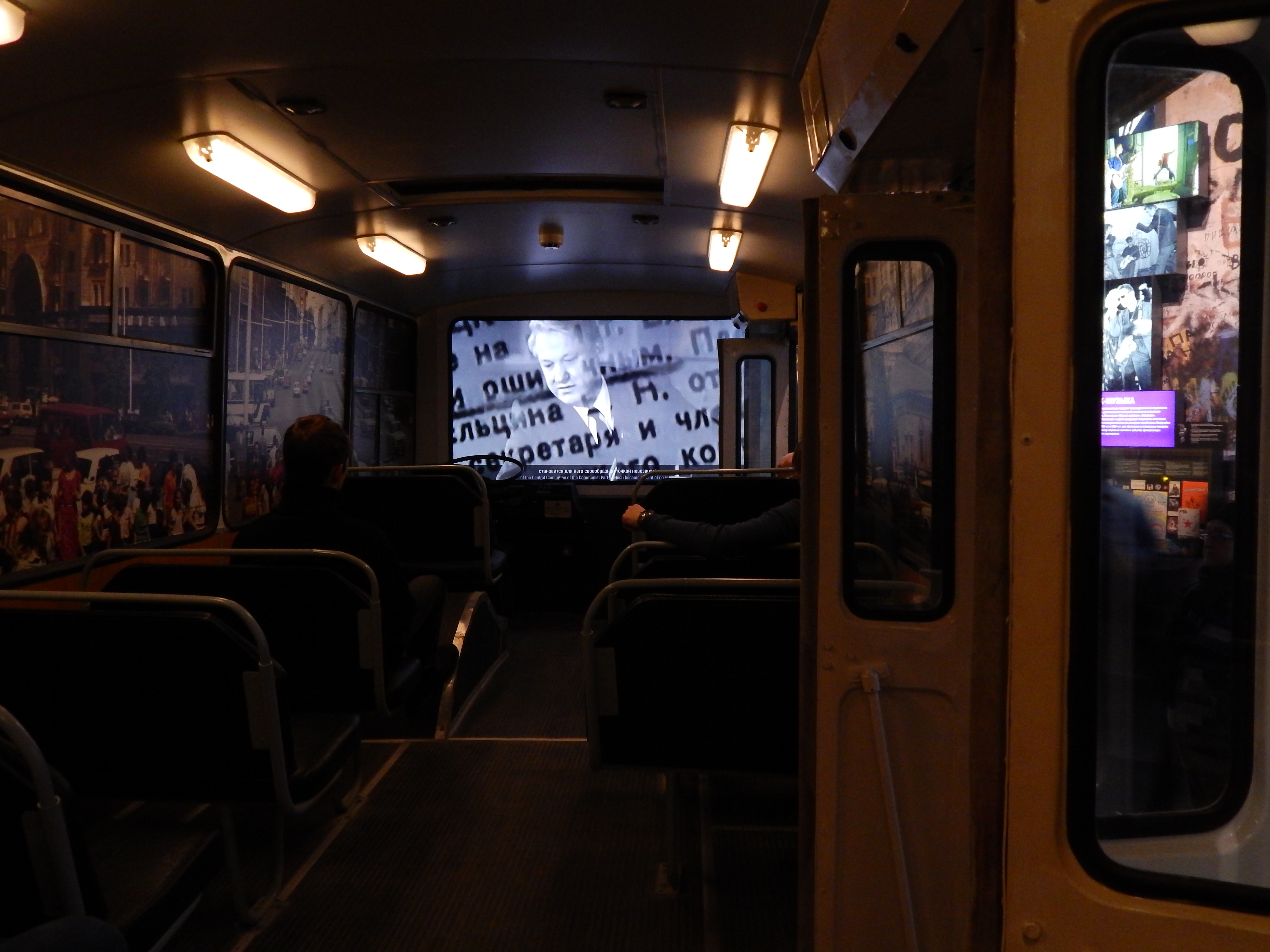
День перший. «Ми чекаємо змін!»
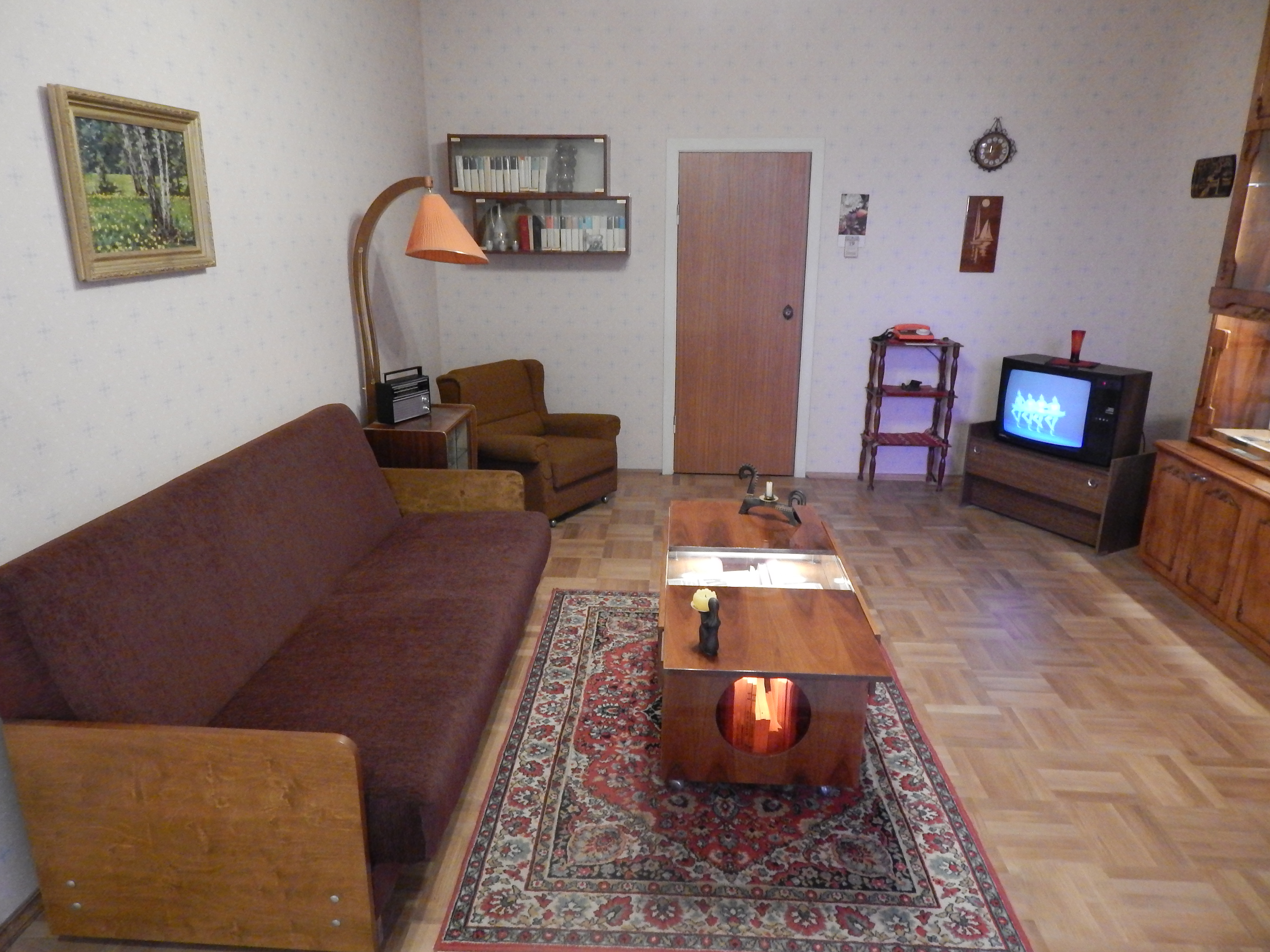
День другий. Серпневий путч
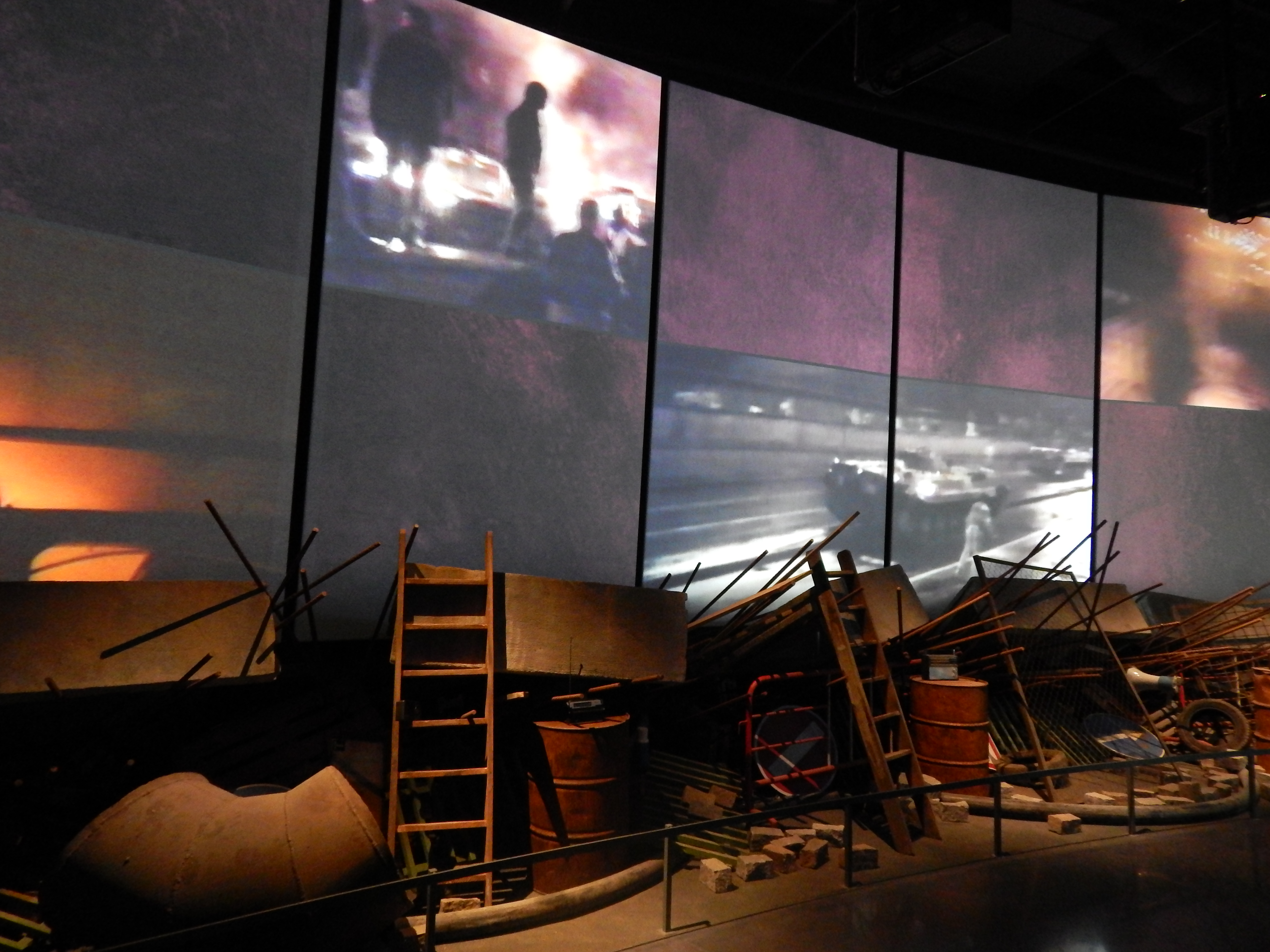
День другий. Серпневий путч
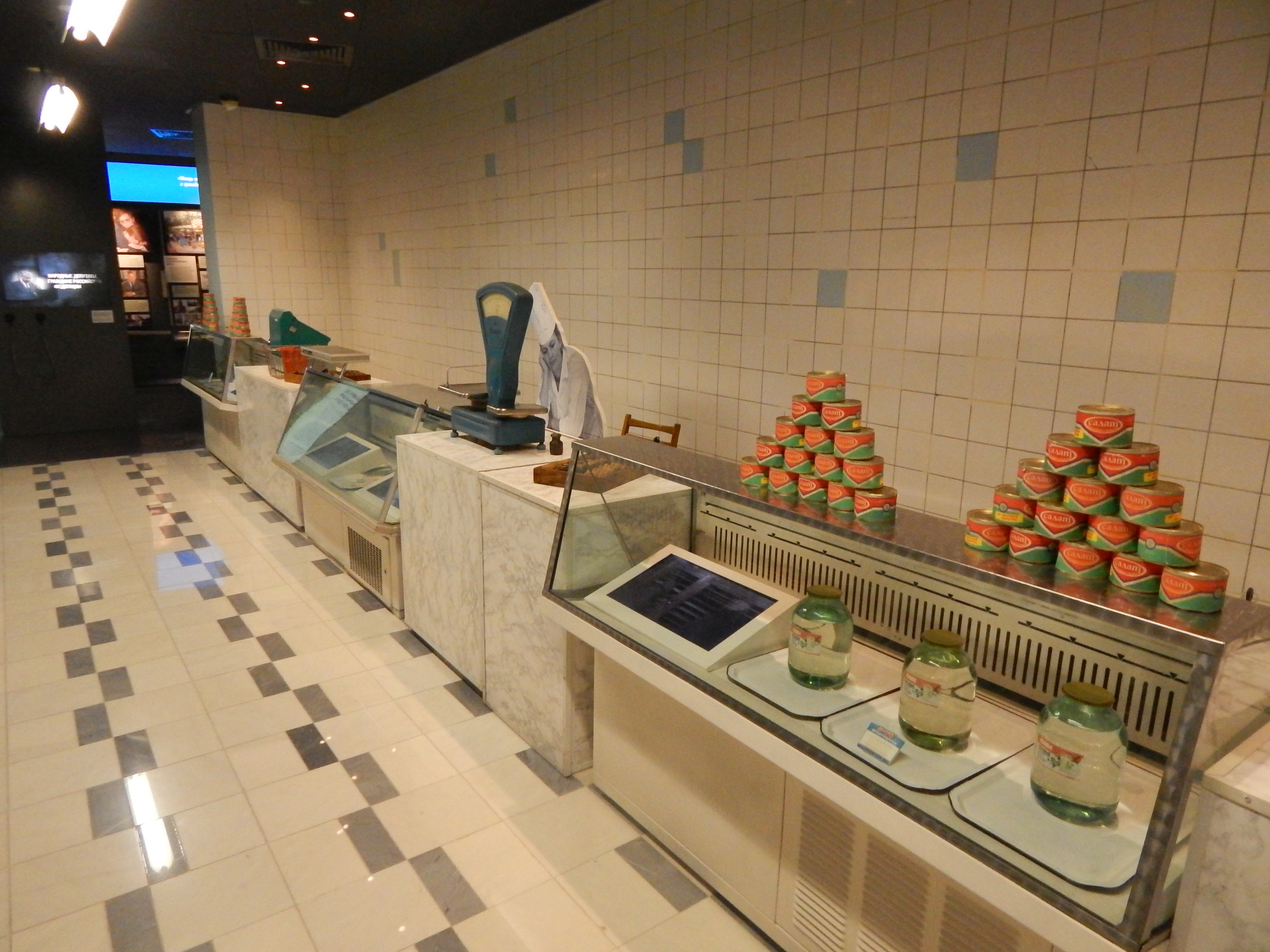
День третій. Непопулярні заходи
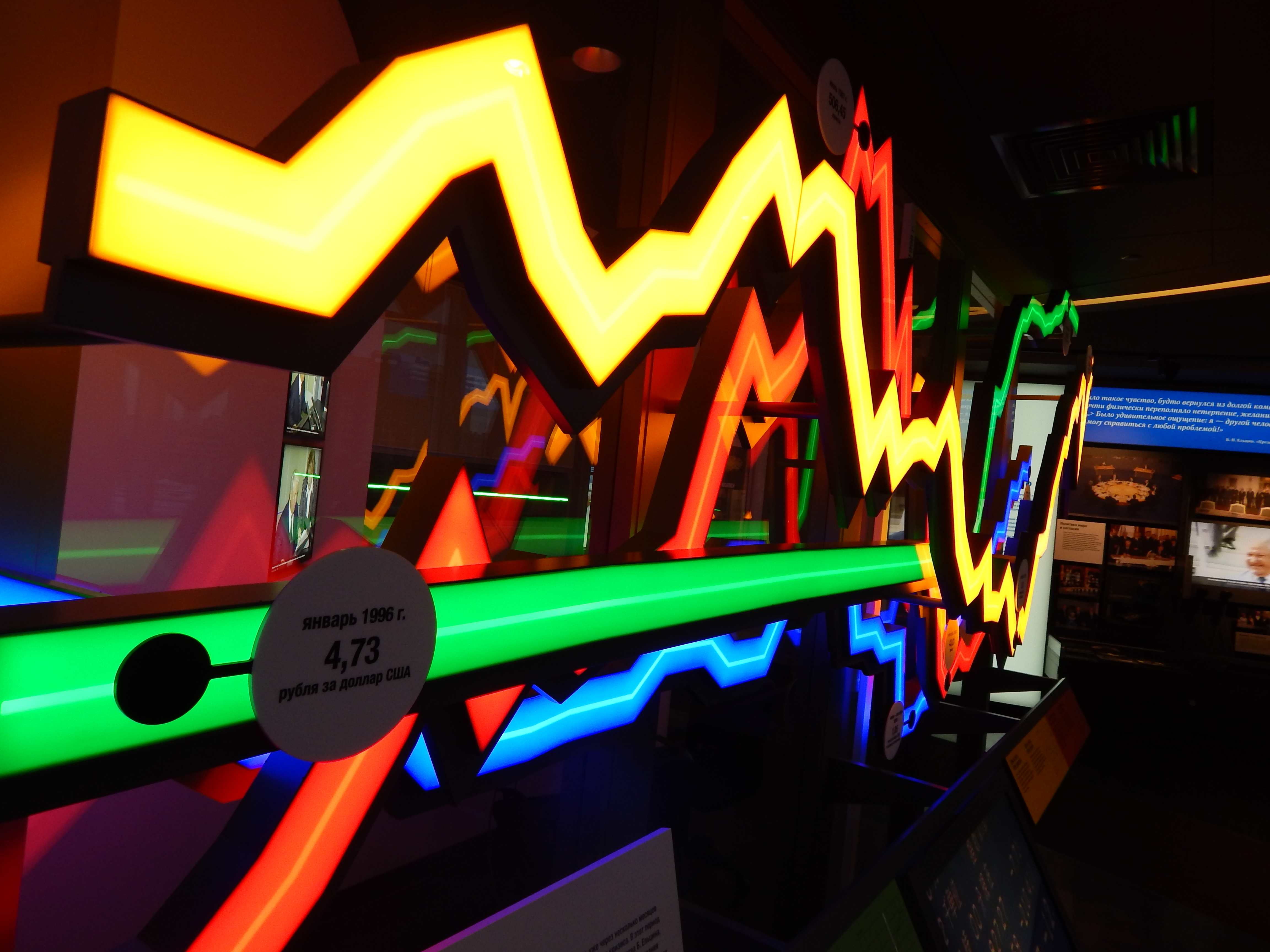
День шостий. Президентський марафон
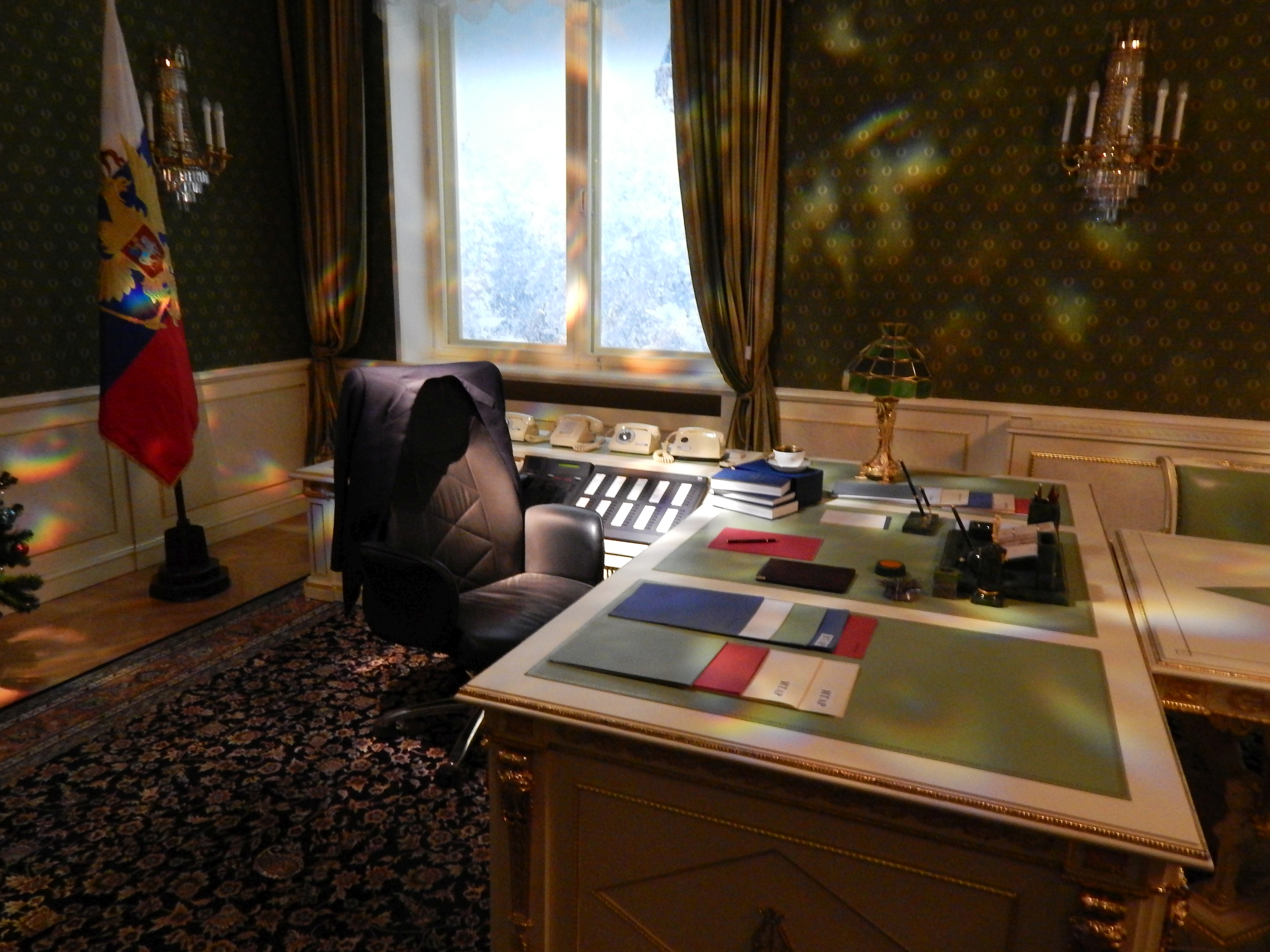
День сьомий. Прощання з Кремлем
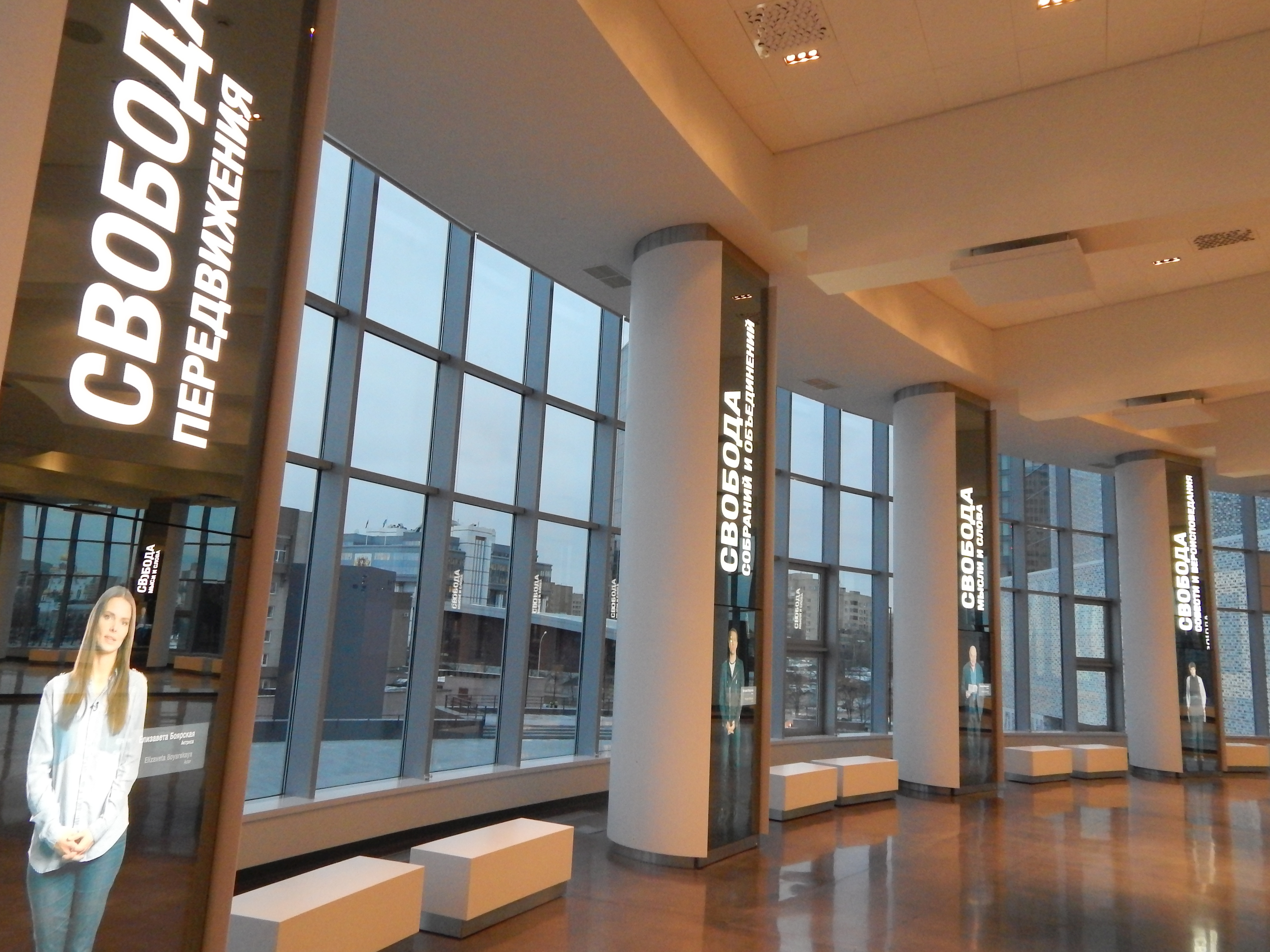
Зал Свободи
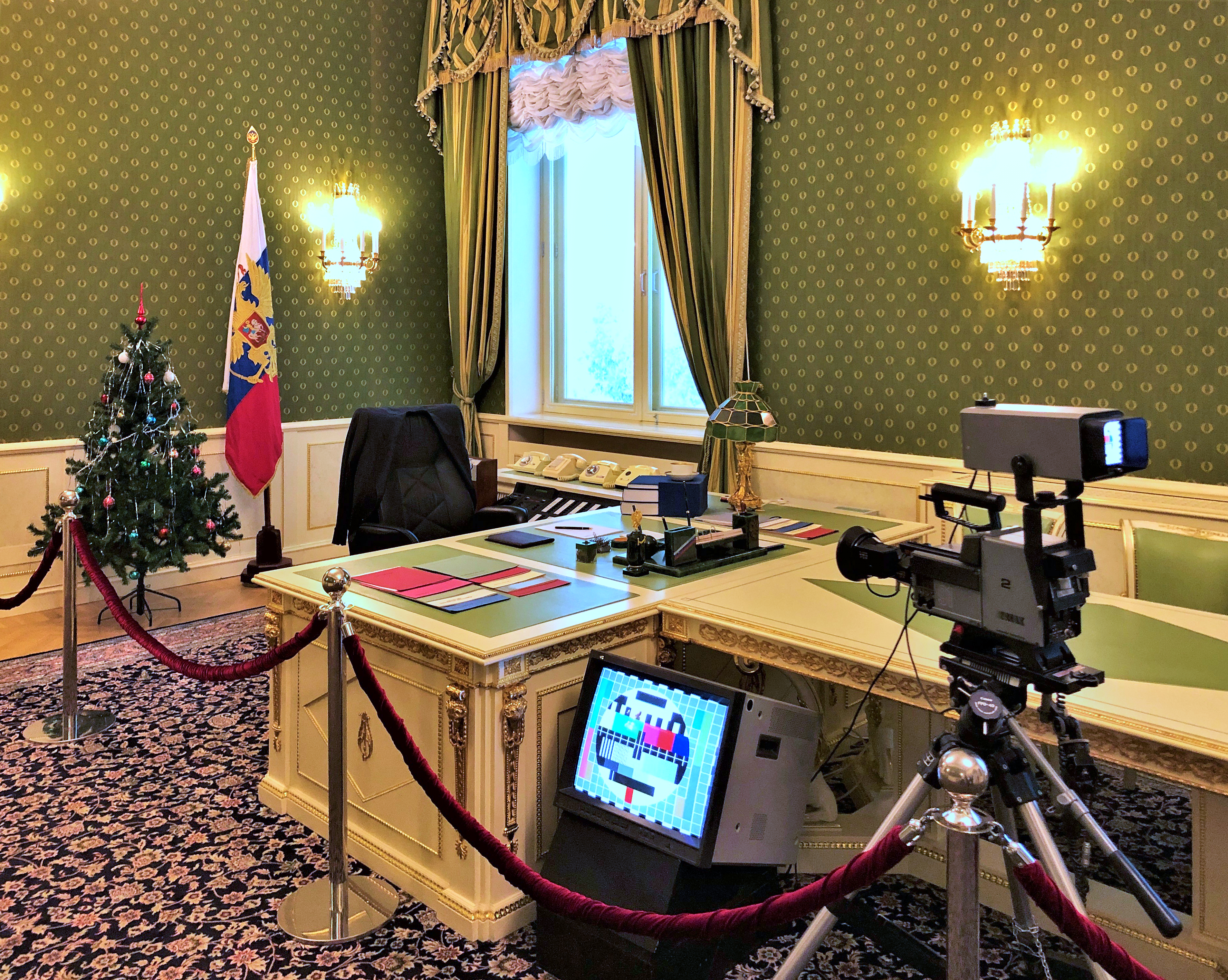
Копія робочого кабінету
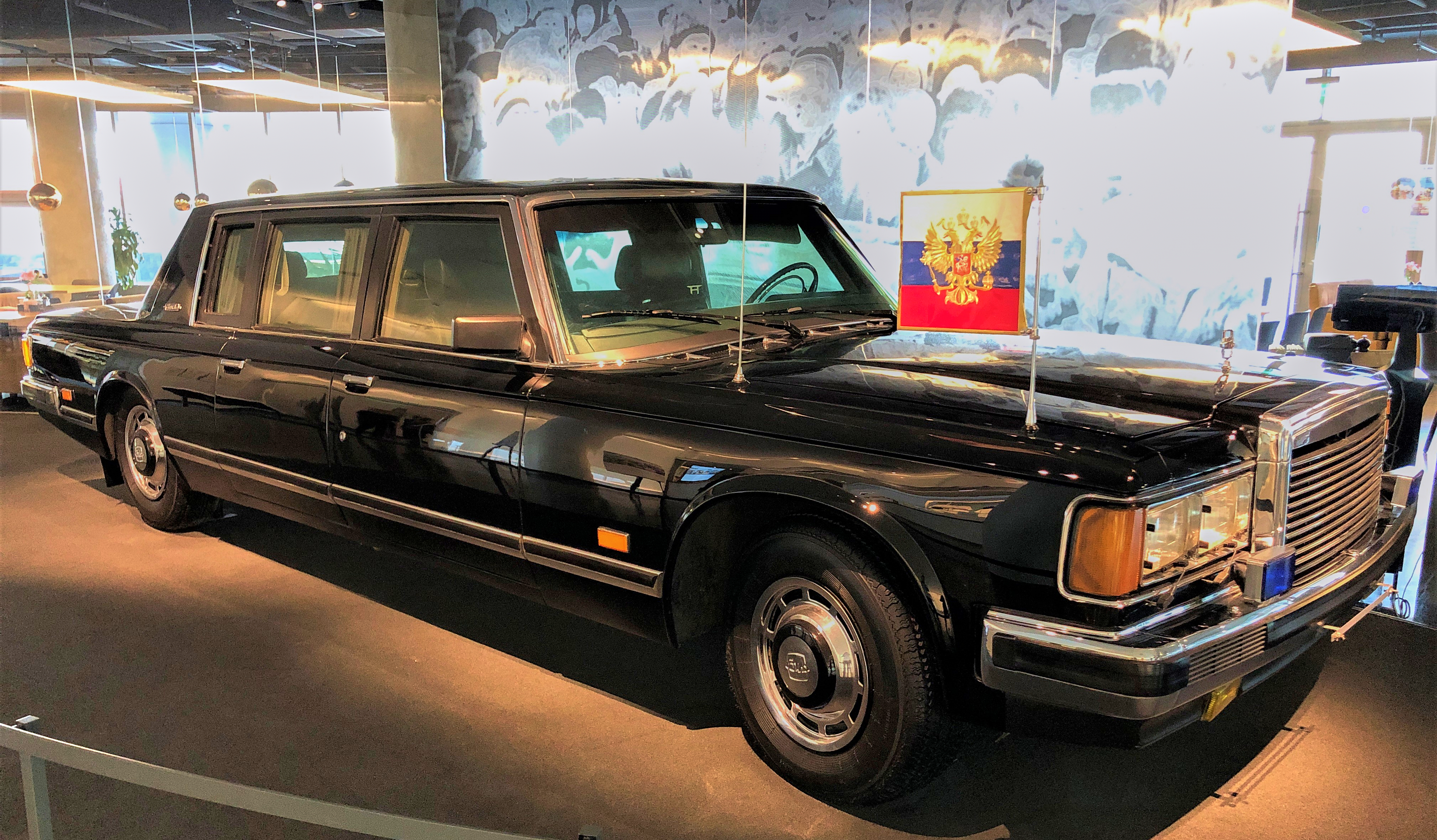
Президентський лімузин

Для дітей випущений Паспорт знавця історії, у якому юним відвідувачам пропонується під час відвідування музею виконати завдання (наприклад, знайти і проставити п'ять печаток, що символізують свободи, передбачені конституцією; також на сторінках паспорта є завдання на зразок «знайти» Б. Єльцина в натовпі або вирішити кросворд про дитинство першого президента).

## Доходи і витрати
Згідно з опублікованим у червні 2017 року фінансовим звітом, за 2016 рік доходи Єльцин-центру склали 3003,4 млн руб, з яких 88,4 млн руб. отримані від підприємницької діяльності центру (з них близько 40 млн руб. від продажу квитків), а 2917,0 млн руб. — «добровільні майнові внески і пожертвування». Економіст Юрій Болдирєв припустив, що добровільні внески і пожертвування є кредитами від «напівдержавних банків, які потім доведеться відшкодовувати з бюджету. Частиною доходів Єльцин-центру є субсидії з федерального бюджету, які передбачені у розмірі: 146,4 млн руб. на 2016 рік, 140,1 млн руб. на 2017 рік, 137 млн руб. на 2018 рік і 134,9 млн руб. на 2019 рік.
Витрати Єльцин-центру за 2016 рік склали 6,43 млрд руб., з яких основна частина (5,13 млрд руб.) витрачена на придбання основних засобів, інвентарю та іншого майна». На цільову діяльність витрачено 61 млн руб., що менше, ніж у 2015 році, коли Єльцин-центр тільки відкрився. Зате в 2016 році більш ніж у два рази зросли витрати на адміністративно-управлінський апарат — за цією статтею витрачено 169,3 млн руб. (в 2015 році — 65,5 млн руб.).
За підсумками 2016 року боргові зобов'язання Єльцин-центру перевищили 3 млрд руб., в тому числі 3,13 млрд руб. довгострокові і 423,8 млн руб. — короткострокові. У 2017 році в ЗМІ з'явилася інформація про те, що влада Свердловської області на покриття боргів Єльцин-центру (тільки обласному бюджету він винен 2,4 млрд руб., в тому числі 0,4 млрд руб. відсотків) здадуть в оренду приміщення в Містечку чекістів. Однак у вересні того ж року Єльцин-центр повернув до бюджету Свердловської області заборгованість у розмірі 2 млрд рублів, термін погашення якої чотири рази пролонгувався. Відсотки по боргу залишилися несплаченими.

## Цікаві факти
- Ідея книги «Городяни», за яку уральська письменниця Ганна Матвєєва отримала в 2017 році премію імені Бажова, належить «Єльцин-центру»[37].